# Manatí (Colombia)
Manatí è un comune della Colombia facente parte del dipartimento dell'Atlantico.
Il centro abitato venne fondato da Diego Rebolledo nel 1680, mentre l'istituzione del comune è del 1855.